# Посёлок подсобного хозяйства санатория имени Цюрупы
Подсо́бного хозя́йства санато́рия и́мени Цюру́пы — посёлок в Лискинском районе Воронежской области.
Входит в состав Среднеикорецкого сельского поселения.

## Население
| 2010 |
| ---- |
| 212  |

## Улицы
| - пер. Дорожный, - пер. Майский, - ул. Парковая, | - ул. Победы, - ул. Садовая, - ул. Центральная. |

## Транспорт
Через посёлок проходит федеральная трасса М4 «Дон».